# Roxanne (modelo)
Roxanne (nacida como Dolores Rosedale; 20 de marzo de 1929-2 de mayo de 2024) fue una modelo y actriz estadounidense.
Nacida en Mineápolis, Minnesota,[cita requerida] Roxanne era hija de Kenneth y Thyra Rosedale. Estudió diseño de moda en el Minneapolis School of Art. y era miembro del Minneapolis Models Guild.
Era la bella y rubia ayudante de la versión original del programa de juegos de Goodson-Todman Productions conducido por Bud Collyer Beat the Clock. Roxanne fue sustituida por Beverly Bentley en agosto de 1955. Dio a luz a su hija Ann en diciembre de 1955. Roxanne no utilizó apellido en su trabajo profesional.
Roxanne tenía una muñeca inspirada en ella que se llamaba, naturalmente, The Roxanne Doll. Era una muñeca de plástico duro de 46 cm de altura. Tenía patas móviles que le permitían "caminar". Fue fabricada hacia 1953 por la Valentine Company. La muñeca, de ojos azules, tenía una etiqueta con la inscripción "Beat the Clock" en la muñeca y venía con una cámara roja en miniatura. Roxanne regalaba estas muñecas a las hijas de los concursantes de Beat the Clock.
Roxanne hizo su debut dramático en televisión el 23 de abril de 1952, en el episodio "Double Entry" de Casey, Crime Photographer. También tuvo un pequeño papel en The Seven Year Itch (1955), de Billy Wilder.
El 13 de marzo de 1954, Roxanne se casó con el ejecutivo financiero Tom Roddy en Nueva York. Roxanne murió en Spring Park, Minnesota, el 2 de mayo de 2024, a los 95 años.

## Filmografía
| Año  | Título              | Papel             | Notas                          |
| ---- | ------------------- | ----------------- | ------------------------------ |
| 1955 | The Seven Year Itch | Elaine            |                                |
| 1957 | The Young Don't Cry | Mrs. Maureen Cole | (último papel cinematográfico) |